# Manuel Flecker
Manuel Flecker (* 10. März 1978 in München) ist ein deutscher Klassischer Archäologe.

## Leben und Leistungen
Manuel Flecker studierte von 1998 bis 2004 Klassische Archäologie, Provinzialrömische Archäologie und Alte Geschichte an der Universität München, der Universität Augsburg sowie der Universität Neapel Federico II. Im Sommersemester 2004 schloss er sein Studium in München mit dem Magister Artium ab. Daran schloss sich ein Promotionsstudium an der Universität Augsburg an, wo Flecker im Wintersemester 2008/09 bei Valentin Kockel promoviert wurde. Thema der Dissertation war Römische Gladiatorenreliefs der späten Republik und der Kaiserzeit aus Mittel- und Süditalien. In dieser Zeit war er zwischen dem Sommersemester 2006 und dem Wintersemester 2007/08 Kollegiat des Graduiertenkollegs Formen von Prestige in Kulturen des Altertums der Universität München. Für seine Dissertation erhielt er für den Zeitraum 2009/10 das Reisestipendium des Deutschen Archäologischen Instituts und konnte mit diesem den Mittelmeerraum bereisen. Nach seiner Rückkehr nach Deutschland vertrat er von 2010 bis 2012 eine Wissenschaftliche Assistenz am Archäologischen Institut der Universität Kiel. Von 2012 bis 2017 lehrte Flecker als Akademischer Rat am Institut für Klassische Archäologie der Universität Tübingen. Nachdem er 2017 für das Forschungsprojekt Arretinische Sigillata und der Wandel von Bildlichkeit zwischen später Republik und früher Kaiserzeit Forschungsstipendiat (Visiting Fellow) der DFG am Clare Hall College  der University of Cambridge war, wurde er in Nachfolge von Joachim Raeder Kustos der Antikensammlung Kiel und zugleich Akademischer Rat am Bereich Klassische Archäologie des Instituts für Klassische Altertumskunde der Universität Kiel. Seit Juli 2023 ist er wissenschaftlicher Mitarbeiter am Akademieprojekt „disiecta membra“ an der Universität Mainz. Nachfolger als Kustos in Kiel wurde Benjamin Engels.
Fleckers Forschungsschwerpunkte sind weit gefächert. Sie reichen von Forschungen zu den Bilderwelten römischer Keramik (Terra Sigillata, Campanareliefs) über Forschungen zum antiken Porträt bis zum Forum von Pompeji. Seit 2015 leitete er mit Johannes Lipps die Ausgrabungen am sogenannten Comitium auf dem Forum von Pompeji.

## Schriften (Auswahl)
- Römische Gladiatorenbilder. Studien zu den Gladiatorenreliefs der späten Republik und der Kaiserzeit aus Italien (= Studien zur antiken Stadt, Band 15). Reichert Verlag, Wiesbaden 2015, ISBN 978-3-95490-097-8 (= Dissertation).
- mit Johannes Lipps: Il ‘comitium’ e il foro di Pompei fra tarda repubblica e età imperiale. Rapporto sugli scavi degli anni 2017–2019. In: Römische Mitteilungen 127, 2021, S. 254–289 (Open Access).
- Töpfernde Toreuten! Die Werkstatt des M. Perennius und die Entwicklung von serieller Produktion reliefverzierter Arretinischer Sigillata. In: A. Reinhardt (Herausgeber): Strictly economic? Ancient Serial Production and its Premises (= Archaeology and Economy in the Ancient World: Proceedings of the 19th International Congress of Classical Archaeology, Cologne/Bonn 2018. Band 20). Propylaeum, Heidelberg 2021, Seiten 19–30, Open Access.
- An Age of Intermateriality: Skeuomorphism and Intermateriality between the Late Republic and Early Empire. In: Annette Haug,  Adrian Hielscher und M. Taylor Lauritsen (Herausgeber): Materiality in Roman Art and Architecture: Aesthetics, Semantics and Function. De Gruyter, Berlin 2021, Seiten 265–283, Open Access.
- Ein Monument für Gott (und Kaiser). Zur Datierung des sog. Tiberiuspfeilers aus Nijmegen. In: Archäologisches Korrespondenzblatt Band 53, 2023, Seiten 521–529, Open Access.
- Zwischen Antike und Neuzeit. Der Grabstein des Marcus Caelius. In: Laura Di Carlo, Johannes Lipps, Anna Pawlak, und Daniel R. F. Richter (Herausgeber): Andere Ästhetik meets Andere Ästhetik. Visualisierungen von Antiken nördlich der Alpen in der frühneuzeitlichen Druckgrafik (= Andere Ästhetik – Studien. Band 5). De Gruyter, Berlin 2024, Seiten 147–175, Open Access.

Herausgeber
- mit Philipp Baas: Fragmentierte Bilder. Die Campana-Reliefs des Instituts für Klassische Archäologie Tübingen. Begleitband zur Ausstellung des Instituts für Klassische Archäologie im Museum der Universität Tübingen MUT, Alte Kulturen, Schloss Hohentübingen, 3. November 2016 bis 19. Februar 2017 (= Schriften des Museums der Universität Tübingen, Band 13). Museum der Universität Tübingen, Tübingen 2016, ISBN 978-3-9817947-1-7.
- Neue Bilderwelten. Zu Ikonographie und Hermeneutik Italischer Sigillata. Kolloquium vom 16.–18. April 2015 in Tübingen (= Tübinger archäologische Forschungen, Band 23). Verlag Marie Leidorf, Rahden/Westfalen 2017, ISBN 978-3-89646-914-4.
- mit Stefan Krmnicek, Johannes Lipps, Richard Posamentir, Thomas Schäfer: Augustus ist tot – Lang lebe der Kaiser! Internationales Kolloquium anlässlich des 2000. Todesjahres des römischen Kaisers vom 20.–22. November 2014 in Tübingen (= Tübinger archäologische Forschungen, Band 24). Verlag Marie Leidorf, Rahden/Westfalen 2017, ISBN 978-3-89646-915-1.
- mit Annette Haug: Bildwanderungen – Bildtransporte. Die augusteische Bilderwelt jenseits der Alpen. Schnell und Steiner, Regensburg 2021, ISBN 978-3-7954-3681-0.
- Zwischen Dionysos und Christus. Bild und Tafelgeschirr im römischen Nordafrika. Sonderausstellung der Antikensammlung in der Kunsthalle zu Kiel, 4. Dezember 2022 bis 5. März 2023. Universitätsverlag Kiel, Kiel 2022, ISBN 978-3-928794-88-6 (Open Access).